# Amud
Amud (somalo: Amuud) è un sito archeologico della Somalia nord-occidentale.
Collocato nella regione di Adal, fu un centro attivo durante l'età d'oro del sultanato di Adal. La città si trova ad un'altitudine di 1000 metri e copre 10 ettari, e contiene centinaia di rovine di case con molti piani e giardini, mura di pietra, moschee ed altri reperti, tra cui braccialetti in vetro colorato e ceramiche cinesi.
L'antica città contiene numerosi luoghi di pellegrinaggio relativi a santi somali, i più famosi dei quali sono san Sau, san Amud e san Sharlagamadi. Nelle ricerche condotte in questa zona, lo storico G.W.B. Huntingford fece notare che i siti il cui nome conteneva il prefisso Aw (come ad esempio Aw Bare) rappresentavano l'ultima residenza di un santo locale.